# Пиросульфат натрия
Пиросульфат натрия — неорганическое соединение, соль металла натрия и дисерной кислоты с формулой Na2S2O7, бесцветные кристаллы, растворимые в воде.

## Получение
- Нагревание выше температуры плавления гидросульфата натрия:

{\displaystyle {\mathsf {2\ NaHSO_{4}\ {\xrightarrow {250^{o}C}}\ Na_{2}S_{2}O_{7}+H_{2}O}}}

## Физические свойства
Пиросульфат натрия образует бесцветные кристаллы.

## Химические свойства
- Разлагается при нагревании:

{\displaystyle {\mathsf {Na_{2}S_{2}O_{7}\ {\xrightarrow {600^{o}C}}\ Na_{2}SO_{4}+SO_{3}}}}
- Реагирует при сплавлении с оксидами многих металлов:

{\displaystyle {\mathsf {Al_{2}O_{3}+3Na_{2}S_{2}O_{7}\ {\xrightarrow {T}}\ Al_{2}(SO_{4})_{3}+3Na_{2}SO_{4}}}}
{\displaystyle {\mathsf {TiO_{2}+2Na_{2}S_{2}O_{7}\ {\xrightarrow {T}}\ Ti(SO_{4})_{2}+2Na_{2}SO_{4}}}}

## Применение
- Катализатор в неорганической химии.
- В аналитической химии.
- В качестве флюса в цветной металлургии.
- Антиокислитель в пищевой промышленности.